# Blek kärrlöpare
Blek kärrlöpare (Agonum piceum) är en skalbaggsart som först beskrevs av Carl von Linné 1758.  Blek kärrlöpare ingår i släktet Agonum, och familjen jordlöpare. Arten är reproducerande i Sverige.